# Johan Wilhelm Warholm
Johan Wilhelm ("Janne") Warholm, född den 22 december 1817 i Skara, Västergötland, död den 30 oktober 1908 i Amnehärads församling,Västergötland, var en svensk präst.

## Familj
Johan Wilhelm Warholm var sonson till Olof Warholm och son till kontraktsprosten och kyrkoherden Clas Gustaf Warholm och Sophia Margareta Wästfelt. Han var bror till Clas, Gottfrid och David Richard Warholm. Han var i sitt första gifte med friherrinnan Christina Charlotta Rudenschöld far till Thorsten och Richard Warholm samt i sitt andra gifte med Sofie Mathesius far till Edvin Warholm.

## Biografi
Warholm blev efter skolgång vid Skara läroverk student vid Lunds universitet 1836 och filosofie magister där 1844. 1841–1857 var han kollega vid Skara läroverk. Efter att i Uppsala ha avlagt teologiska examina prästvigdes han 1850 och var 1850–1857 regementspastor vid Älvsborgs regemente. 1857–1870 var han efter att ha tillträtt 1858 kyrkoherde i Gudhems socken, och från 1870 efter tillträde 1871 till sin död kyrkoherde i Amnehärads socken. Warholm var kontraktsprost i Vinköls kontrakt 1861–1870 och i Norra Vadsbo kontrakt från 1879. Han undervisade i Skara framför allt i historia och fick uppdrag att ordna domkapitlets arkiv. Därvid påbörjade han de studier, som ledde till hans viktigaste arbete, Skara stifts herdaminne (1-2, 1871–1872), ett av de bättre verken bland de äldre herdaminnena. Warholm drog sig inte för att citera protokoll och dokument av tämligen drastiskt innehåll, för vilket han ådrog sig åtskillig kritik av samtiden. Han utgav även fem matriklar (1846–1886) över stiftets prästerskap, i vilka han även gav en översikt över stiftets historia. Bland hans övriga arbeten märks översättningar av Paul Gerhardts Andeliga sånger (1897–1903) samt ett länge flitigt använt Embets-lexikon för prester (1864, 3:e upplagan 1884), utgörande ett sammandrag av kyrkan berörande författningar och föreskrifter.